# Italijanske občine
Italijanska republika je upravno sestavljena iz 20 dežel (italijansko regione [redžòne]), ki so razdeljene na 110 pokrajin (provincia, [provìnča]), te pa na 8103 občin (comune, [komùne]). 

## Zgodovina
Italijanska beseda comune izhaja iz srednjeveškega poimenovanja mestnih državic ali komun. Tudi osnovni pojem, to je zamisel o samoupravi neodvisne skupnosti, se je skozi stoletja ohranil. To se na primer ni zgodilo v Franciji, ker francoska revolucija ni podprla avtonomističnih zahtev komun, pač pa je nasprotno stremela k centralizirani upravi. Zato še danes francoske občine nimajo tiste popolne samostojnosti, ki je značilna za italijanske občine.
Vendar je včasih zgodovinski vpliv tudi negativen. Prav zaradi zgodovinskega pomena so dalj časa v Italiji obstajale nekatere občine, ki so bile le še zanimivost. Najmanjša občina, Fiera di Primiero v pokrajini Trento, je tako merila na primer samo 0,15 km², a je njen obstoj segal v zgodnje petnajsto stoletje, kar je doslej vedno preprečilo njen izbris in priključitev drugi občini, vse do leta 2016, ko je bila združena s tremi drugimi občinami in tako tvorila občino Primiero San Martino di Castrozza.

## Pomen občin
Člen 114 italijanske ustave določa med drugim, da so občine pravne osebe, kar pomeni, da so neodvisne od ostalih državnih organov. Višji organi, to so pokrajine in dežele, so predvsem prostorski pojmi in kot taki nosilci določenih upravnih pristojnosti, niso pa hierarhično nadrejeni občinam. Upravičeno se občine smatrajo za najvažnejše upravne enote v državi, saj je njihov direktni sogovornik sama državna uprava, ki pa večinoma sploh ne more posegati v njihovo notranje delovanje.

## Velikost občin
Ker se občina pojmuje kot skupnost prebivalcev istega kraja z istimi upravnimi značilnostmi, je razumljivo, da je velikost in naseljenost italijanskih občin zelo različna. Tako se po navadi mestna središča smatrajo za enoto in se zato ne delijo na več občin, čeprav so gosto naseljena ali zelo obsežna. Pač pa tvorijo občine zase večja predmestja, v kolikor se srečujejo z drugačnimi problemi. Nasprotno so na primer nekatere gorske občine zelo razsežne in vključujejo veliko vasi, ker so njihovi življenjski pogoji povsem slični.
Samo približno sto italijanskih občin ima več kot 50 tisoč prebivalcev, od katerih je 80 glavnih mest pokrajin.
Občine se lahko delijo na manjše upravne enote, imenovane circoscrizioni [čirkoskricjòni] (mestne četrti), ki imajo po navadi le vlogo svetovalcev pri občinski upravi. Ta delitev je po zakonu obvezna za večje občine (nad 100 tisoč prebivalcev), kjer je predvidena tudi možnost večjega udejstvovanja, celo skromne zakonodajne moči teh podobčinskih organov, na primer v zvezi z javno varnostjo. 

### Velemesta
Za italijanska mesta je v bližnji prihodnosti predvidena ustanovitev tako imenovanih Città Metropolitane [čità metropolitàne] ali velemest; združevale bodo občine velikih mest z občinami njihovih predmestij v skupno upravno enoto, ki bo izločena iz svoje pokrajine in bo njej enakopravna. Predvsem je tu govora o občinah Bari, Bologna, Firenze, Genova, Milano, Neapelj, Rim, Torino in Benetke (ki jih predvideva državni zakon 142/90) ter Palermo, Catania, Messina, Trst in Cagliari (ki jih predvidevajo zakoni dežel s posebnim statutom: prve tri so na Siciliji, po ena pa v Furlaniji-Julijski krajini in na Sardiniji).

## Nekaj drugih izrazov
Razen besede circoscrizione (mestna četrt), ki označuje edino uradno delitev občine, so v navadi še nekateri drugi izrazi za določene predele občin.
Frazione [fracjòne] (del, odsek): navadno je nekoliko odmaknjen del občine, ki je nastal z novo pozidavo in naselitvijo določenega ozemlja, a še nima zadostnih infrastruktur. Lahko je pa tudi manjši zaselek, ki se ni nikoli razvil v samostojno vas in je torej odvisen od bližnjih krajev. "Frazione" je postal običajna delitev italijanskih občin, ki so jo uvedli v 20. letih 20. stoletja zaradi lažjega nadzora oz. sistematizacije in označuje naselje/kraj z lastnim imenom (označuje ga obcestna tabla, na kateri piše, da je nek kraj "frazione" te in te občine).   
Borgo [bòrgo] (vas): Včasih je to bilo naselje zunaj mestnega obzidja, z lastno upravo, a ekonomsko odvisno od mesta samega. Čim je borgo dosegel ekonomsko samostojnost, so borghesi [borgèzi] nastopili kot politični nasprotniki mestnih plemičev – originalno torej borghesia [borgezìja] (pozneje prevedeno z buržoazija) zaznamuje neplemiške bogatine. Danes je borgo novonastala vas, večja od frazione in z boljšimi infrastrukturami, a brez nikake lastne uprave.
Contrada, Rione, Quartiere [kontràda, rijòne, kuartière] so tri različna poimenovanja mestnih četrti ali rajonov. Contrada je prvotno pomenila mestno ulico, nato pa še vse njeno območje; znane so na primer contrade v Sieni. Quartiere pomeni dobesedno četrtino (slov. izpeljanka "četrt"); ponekod se uporablja še izraz terziere [tercjère] (tretjina) in sestiere [sestjère](šestina), kar pač pove, na koliko mestnih četrti je bilo mesto razdeljeno.